# Vampyria
Vampyria és una gravació de teclats a duo de Tete Montoliu i Jordi Sabatés, realitzada el 1974 i reeditada en CD recentment, considerada una obra mestra de la música catalana del segle xx. Gravada en una sola sessió el 30 de juliol de 1974, Tete Montoliu hi toca el piano elèctric, i Jordi Sabatés el piano acústic. L'any 2009, la revista Jaç va escollir en el seu número 25, com el millor disc de jazz en català. Inclou els temes: Cançó De Bressol. Ligeia. Stonehenge. Mirando Al Caballo Claro. Blues Para El Pianista Desconocido. Moyenne Girl. Marcha Fúnebre. Tristesses De La Lune. L'Invitation Au Voyage.